# Unified EFI Forum
Unified EFI Forum (engelska, UEFI) är en grupp som arbetar med en standard som förväntas ersätta BIOS med EFI (Extensible Firmware Interface). Medverkande företag är bland andra AMD, American Megatrends, Apple, Dell, HP, IBM, Insyde Software, Intel, Lenovo, Microsoft, och Phoenix Technologies.